# جسر كولونيا الجنوبي

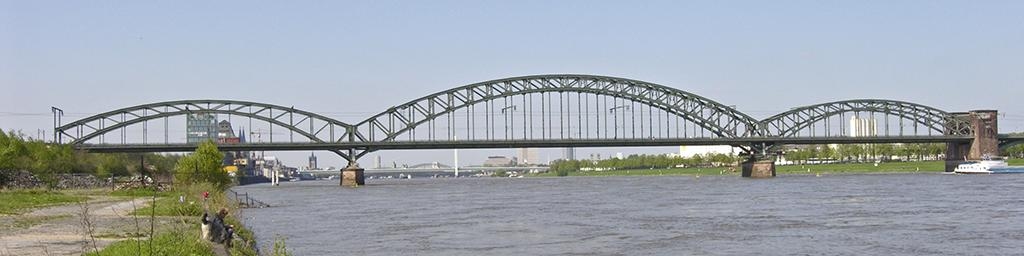
صورة لجسر كولونيا الجنوبي

جسر كولونيا الجنوبي (بالألمانية: Kölner Südbrücke) هو جسر مبني فوق نهر الراين في مدينة كولونيا. على الجانب الأيسر للراين توجد الحدود بين وسط المدينة، وباينتال في جنوب المدينة. وعلى الجانب الأيمن من نهر الراين الحدود بين جسر دويتسر وبول.
يحتوي جسر كولونيا الجنوبي على سكك حديدية، وجهة خاصة للمشاة، وأيضاً الدراجات. بدأ بنائه في 6 نوفمبر عام 1906 إلى غاية عام 1910 بمبلغ 5,5 مليون مارك ذهبي. خلال الحرب العالمية الثانية تم تدمير جزء كبير من أجزاء الجسر نتيجة سقوط قنبلة، وتمت إعادة بناءه بين عامي 1946 و1950 بمبلغ 10 ملايين مارك ألماني.